# Agave albopilosa
Agave albopilosa är en sparrisväxtart som beskrevs av I.Cabral, Villarreal och A.E.Estrada. Agave albopilosa ingår i släktet Agave och familjen sparrisväxter. Inga underarter finns listade i Catalogue of Life.